# Ryszard III (książę Normandii)
Ryszard III (ur. 997, zm. 1027/1028) – najstarszy syn Ryszarda II, zmarłego w 1027 i bezpośredni spadkobierca tytułu księcia Normandii. Jednakże Ryszard zmarł wkrótce po swoim ojcu w tajemniczych okolicznościach, zostawiając księstwo młodszemu bratu Robertowi I, szóstemu diukowi Normandii i bezpośredniemu przodkowi dzisiejszej brytyjskiej rodziny królewskiej. Ryszard sprawował władzę bardzo krótko, bo tylko przez kilka miesięcy, z tego powodu jego rządy nie wywarły prawie żadnego wpływu na księstwo Normandii. Jego nagła śmierć wywołała podejrzenia o otrucie, jako podejrzanego najczęściej wskazywano młodszego brata zmarłego, Roberta, jego następcę na tronie Normandii. Robert wkrótce po objęciu tronu przez Ryszarda zbuntował się przeciw niemu, odrywając prowincję Hyemes i oblegając Falaise. Ryszard pojmał go, ale niedługo potem wypuścił z niewoli.

## Wywód przodków
| 4. Ryszard I Nieustraszony  |  |               |  |  |                |
|                             |  | 2. Ryszard II |  |  |                |
| 5. Gunnor                   |  |               |  |  |                |
|                             |  |               |  |  | 1. Ryszard III |
| 6. Konan I, książę Bretanii |  |               |  |  |                |
|                             |  | 3. Judyta     |  |  |                |
| 7. NN                       |  |               |  |  |                |
|                             |  |               |  |  |                |

## Żony i potomstwo

Drzewo genealogiczne

Miał dzieci z dwiema nieznanymi metresami (kochankami). Jego żoną była Adelajda, hrabina Contenance (1009 – 5 czerwca 1079), druga córka króla Francji Roberta II i Konstancji z Arles, córki Wilhelma I, hrabiego Prowansji. Ryszard i Adelajda mieli razem dwie córki:
- Alicja Normandzka
- Agnes d'Evreux